# Jugoszlávia az 1988. évi téli olimpiai játékokon
Jugoszlávia a kanadai Calgaryban megrendezett 1988. évi téli olimpiai játékok egyik részt vevő nemzete volt. Az országot az olimpián 7 sportágban 22 sportoló képviselte, akik összesen 3 érmet szereztek.

## Érmesek
| Érem  | Versenyző                                            | Sportág  | Versenyszám      |
| ----- | ---------------------------------------------------- | -------- | ---------------- |
| Ezüst | Mateja Svet                                          | Alpesisí | Női műlesiklás   |
| Ezüst | Primož Ulaga Matjaž Zupan Matjaž Debelak Miran Tepeš | Síugrás  | Csapat           |
| Bronz | Matjaž Debelak                                       | Síugrás  | Egyéni, nagysánc |

## Alpesisí
Férfi
| Versenyző      | Versenyszám            | 1. futam      | 1. futam      | 2. futam      | 2. futam      | Összesítés | Összesítés |
| Versenyző      | Versenyszám            | Idő           | Hely.         | Idő           | Hely.         | Idő        | Helyezés   |
| -------------- | ---------------------- | ------------- | ------------- | ------------- | ------------- | ---------- | ---------- |
| Grega Benedik  | Műlesiklás             | 52,34         | 7.            | 49,04         | 13.           | 1:41,38    | 9.         |
| Klemen Bergant | Műlesiklás             | nem ért célba | nem ért célba | kiesett       | kiesett       | kiesett    | kiesett    |
| Klemen Bergant | Óriás-műlesiklás       | 1:07,16       | 19.           | 1:03,88       | 14.           | 2:11,04    | 15.        |
| Klemen Bergant | Szuperóriás-műlesiklás |               |               |               |               | 1:43,41    | 16.        |
| Tomaž Čižman   | Óriás-műlesiklás       | 1:06,16       | 8.            | nem ért célba | nem ért célba | kiesett    | kiesett    |
| Tomaž Čižman   | Szuperóriás-műlesiklás |               |               |               |               | 1:42,47    | 9.         |
| Rok Petrovič   | Műlesiklás             | 53,05         | 12.           | 48,58         | 9.            | 1:41,63    | 11.        |
| Rok Petrovič   | Óriás-műlesiklás       | 1:06,31       | 9.            | 1:03,01       | 7.            | 2:09,32    | 9.         |
| Robert Žan     | Műlesiklás             | nem ért célba | nem ért célba | kiesett       | kiesett       | kiesett    | kiesett    |
| Robert Žan     | Óriás-műlesiklás       | 1:07,67       | 24.           | 1:04,51       | 21.           | 2:12,18    | 23.        |

Női
| Versenyző      | Versenyszám            | 1. futam      | 1. futam      | 2. futam      | 2. futam      | Összesítés | Összesítés |
| Versenyző      | Versenyszám            | Idő           | Hely.         | Idő           | Hely.         | Idő        | Helyezés   |
| -------------- | ---------------------- | ------------- | ------------- | ------------- | ------------- | ---------- | ---------- |
| Mojca Dežman   | Műlesiklás             | 50,86         | 11.           | 49,35         | 6.            | 1:40,21    | 9.         |
| Mojca Dežman   | Óriás-műlesiklás       | 1:04,12       | 35.           | 1:10,24       | 17.           | 2:14,36    | 18.        |
| Veronika Šarec | Műlesiklás             | nem ért célba | nem ért célba | kiesett       | kiesett       | kiesett    | kiesett    |
| Veronika Šarec | Óriás-műlesiklás       | 1:02,73       | 25.           | nem ért célba | nem ért célba | kiesett    | kiesett    |
| Veronika Šarec | Szuperóriás-műlesiklás |               |               |               |               | 1:23,17    | 27.        |
| Mateja Svet    | Műlesiklás             | 49,21         | 3.            | 49,16         | 4.            | 1:38,37    |            |
| Mateja Svet    | Óriás-műlesiklás       | 1:00,95       | 10.           | 1:06,85       | 3.            | 2:07,80    | 4.         |
| Mateja Svet    | Szuperóriás-műlesiklás |               |               |               |               | 1:21,96    | 20.        |
| Katra Zajč     | Műlesiklás             | 51,06         | 15.           | nem ért célba | nem ért célba | kiesett    | kiesett    |
| Katra Zajč     | Óriás-műlesiklás       | 1:02,87       | 26.           | 1:09,61       | 15.           | 2:12,48    | 15.        |

## Biatlon
| Versenyző    | Versenyszám  | Lövőhiba | Időeredmény | Helyezés |
| ------------ | ------------ | -------- | ----------- | -------- |
| Jure Velepec | 10 km sprint | 2        | 28:21,9     | 53.      |
| Jure Velepec | 20 km egyéni | 4        | 1:03:15,6   | 35.      |

## Bob
| Versenyző                            | Versenyszám | 1. futam | 1. futam | 2. futam | 2. futam | 3. futam | 3. futam | 4. futam | 4. futam | Összesítés | Összesítés |
| Versenyző                            | Versenyszám | Idő      | Hely.    | Idő      | Hely.    | Idő      | Hely.    | Idő      | Hely.    | Idő        | Helyezés   |
| ------------------------------------ | ----------- | -------- | -------- | -------- | -------- | -------- | -------- | -------- | -------- | ---------- | ---------- |
| Borislav Vujadinović Miro Pandurević | Kettes      | 59,63    | 31.      | 1:00,70  | 25.      | 1:02,28  | 35.      | 1:00,89  | 26.      | 4:03,50    | 28.        |

## Gyorskorcsolya
Férfi
| Versenyző        | Versenyszám | Eredmény | Helyezés |
| ---------------- | ----------- | -------- | -------- |
| Behudin Merdović | 500 m       | 56,21    | 35.      |
| Behudin Merdović | 1000 m      | 1:23,88  | 35.      |
| Behudin Merdović | 1500 m      | 2:06,11  | 39.      |

Női
| Versenyző    | Versenyszám | Eredmény | Helyezés |
| ------------ | ----------- | -------- | -------- |
| Bibija Kerla | 500 m       | 44,47    | 30.      |
| Bibija Kerla | 1000 m      | 1:30,89  | 26.      |
| Bibija Kerla | 1500 m      | 2:21,69  | 28.      |

## Műkorcsolya
| Versenyző        | Versenyszám | Kötelező elemek   | Kötelező elemek | Kötelező elemek | Rövid program     | Rövid program | Rövid program | Kűr               | Kűr   | Kűr         | Összesítés         | Összesítés |
| Versenyző        | Versenyszám | Több. hely. száma | Hely.           | Hely. pont.     | Több. hely. száma | Hely.         | Hely. pont.   | Több. hely. száma | Hely. | Hely. pont. | Helyezési pontszám | Helyezés   |
| ---------------- | ----------- | ----------------- | --------------- | --------------- | ----------------- | ------------- | ------------- | ----------------- | ----- | ----------- | ------------------ | ---------- |
| Željka Čižmešija | Női egyéni  | 5×19+             | 20.             | 12,0            | 5×25+             | 25.           | 10,0          | 7×22+             | 22.   | 22,0        | 44,0               | 22.        |

## Sífutás
Férfi
| Versenyző     | Versenyszám | Eredmény  | Helyezés |
| ------------- | ----------- | --------- | -------- |
| Sašo Grajf    | 15 km       | 46:12,3   | 44.      |
| Sašo Grajf    | 30 km       | 1:36:19,2 | 53.      |
| Sašo Grajf    | 50 km       | 2:23:47,1 | 52.      |
| Janež Kršinar | 15 km       | 45:54,8   | 39.      |
| Janež Kršinar | 30 km       | 1:32:02,1 | 34.      |
| Janež Kršinar | 50 km       | 2:12:33,5 | 30.      |

## Síugrás
| Versenyző                                            | Versenyszám | 1. ugrás | 1. ugrás | 2. ugrás | 2. ugrás | Összesítés | Összesítés |
| Versenyző                                            | Versenyszám | Pont     | Hely.    | Pont     | Hely.    | Pont       | Helyezés   |
| ---------------------------------------------------- | ----------- | -------- | -------- | -------- | -------- | ---------- | ---------- |
| Matjaž Debelak                                       | Nagysánc    | 107,6    | 9.       | 100,1    | 2.       | 207,7      |            |
| Rajko Lotrič                                         | Normálsánc  | 105,6    | 5.       | 74,5     | 51.      | 180,1      | 26.        |
| Miran Tepeš                                          | Normálsánc  | 106,0    | 3.       | 105,2    | 3.       | 211,2      | 4.         |
| Miran Tepeš                                          | Nagysánc    | 98,4     | 21.      | 96,4     | 3.       | 194,8      | 10.        |
| Primož Ulaga                                         | Normálsánc  | 105,8    | 4.       | 71,3     | 54.      | 177,1      | 30.        |
| Primož Ulaga                                         | Nagysánc    | 72,2     | 54.      | 88,8     | 14.      | 161,0      | 40.*       |
| Matjaž Zupan                                         | Normálsánc  | 102,6    | 11.      | 87,4     | 32.*     | 190,0      | 16.        |
| Matjaž Zupan                                         | Nagysánc    | 110,0    | 6.       | 85,8     | 19.      | 195,8      | 9.         |
| Primož Ulaga Matjaž Zupan Matjaž Debelak Miran Tepeš | Csapat      | 308,9    | 2.       | 316,6    | 1.       | 625,5      |            |

* - egy másik versenyzővel azonos eredményt ért el